# 46 Dywizja Piechoty (III Rzesza)
46 Dywizja Piechoty (niem. 46. Infanterie-Division) – niemiecka dywizja z czasów II wojny światowej, uczestniczyła w agresji na Polskę, Francję i Jugosławię oraz ataku na Związek Radziecki.

## Formowanie i walki
Sformowana na mocy rozkazu z 24 listopada 1938, miejsce stacjonowania sztabu Karlsbad (Karlowe Wary). Sformowana w XIII Okręgu Wojskowym. 
Szlak bojowy rozpoczęła od agresji na Polskę w 1939. W następnym roku uczestniczyła w agresji na Francję, a w kolejnym na Jugosławię. Od 22 czerwca 1941 brała udział w ataku na Związek Radziecki. Uczestniczyła w walkach przeciw Armii Czerwonej na Krymie, Kaukazie oraz pod Biełgorodem i Izjum oraz w Karpatach. W marcu 1945 r. dywizja została przemianowana na 46 Dywizję Grenadierów Ludowych. Do niewoli oddała się Armii Czerwonej 8 maja 1945 w Czechosłowacji.

## Dowódcy dywizji
- gen. por. Paul von Hase 24 XI 1938  – 24 VII 1940;
- gen. por. Karl Kriebel 24 VII 1940 – 17 IX 1941;
- gen. por. Kurt Himer 17 IX 1941 – 26 III  1942;
- gen. mjr/gen. por. Ernst Haccius 5 IV 1942 – 7 II 1943;
- gen. Arthur Hauffe  7 II 1943 – 13 II 1943;
- gen. Karl von Le Suire 13 II1 943 – 1 V 1943;
- gen. Kurt Röpke 1 V 1943 – 10 VII 1944;
- płk Curt Ewrigmann 10 VII 1944 – 26 VIII 1944;
- gen. por. Erich Reuter 26 VIII 1944 – 8 V 1945;

## Struktura organizacyjna
Skład w lipcu 1939
- 42 pułk piechoty: miejsce postoju sztabu, I i III batalionu – Bayreuth, II batalionu oraz rezerwowego batalionu – Hof nad Soławą;
- 72 pułk piechoty: miejsce postoju sztabu i I batalionu  – Karlowe Wary, II batalionu – Eger i III batalionu  – Mies;
- 114 pułk artylerii : miejsce postoju I  i II dywizjonu – Eger;
- 88 batalion pionierów: miejsce postoju - Daggendorf
- 52 oddział przeciwpancerny: miejsce postoju – Saaz ;
- 76 oddział łączności: miejsce postoju – Karlowe Wary;

Skład sierpniu 1939
42, 72 i 97 pułk piechoty, 114 pułk artylerii, I/115 pułk artylerii ciężkiej, 88 batalion pionierów, 46 oddział rozpoznawczy, 52 oddział przeciwpancerny, 76 oddział łączności, 46 polowy batalion zapasowy;
Skład w styczniu 1944
42, 72 i 97 pułk grenadierów, 114 pułk artylerii, I/115 pułku artylerii ciężkiej, 88 batalion pionierów, 46 dywizyjny batalion fizylierów, 52 oddział przeciwpancerny, 76 oddział łączności, 46 polowy batalion zapasowy;